# Mèo Pantanal
Mèo Pantanal (Leopardus colocola braccatus) là một phân loài của mèo Pampas, một loài mèo hoang nhỏ có nguồn gốc từ Nam Mỹ. Chúng được đặt tên theo vùng đất ngập nước Pantanal ở miền trung Nam Mỹ, nơi sinh sống chủ yếu của chúng là đồng cỏ, rừng cây bụi, thảo nguyên xavan và rừng cây lá sớm rụng. Chúng đã từng được xem là phân loài của loài mèo đồng cỏ Nam Mỹ (Leopardus colocolo) to lớn hơn nhưng đã được tách ra thành loài riêng, chủ yếu dựa trên các khác biệt về màu và kiểu bộ lông và kích thước hộp sọ. Việc chia tách này không được chứng minh bằng phân tích gen, dẫn đến việc một vài tác giả vẫn giữ nó là một phân loài của mèo đồng cỏ Nam Mỹ, dù những người khác coi nó "dường như là một loài riêng biệt", và tính hợp lệ của phân tích gen vẫn còn bị nghi vấn.

## Hình ảnh

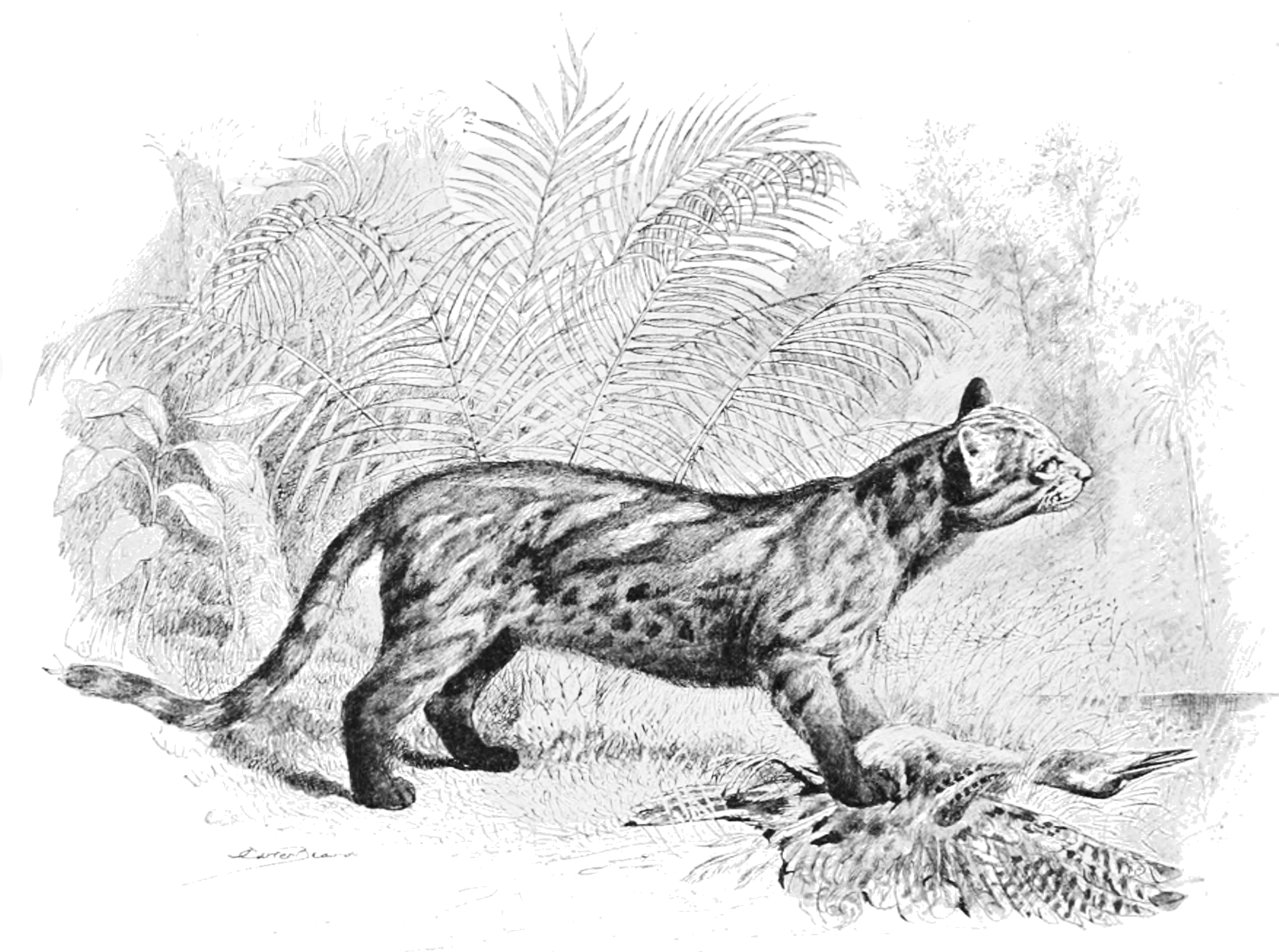